# Wilhelm Benecke (Schriftsteller)
Levin Anton Wilhelm Benecke (* 17. August 1776 in Hannover; † 8. März 1837 in Heidelberg) war ein deutscher Kaufmann, der hauptsächlich als Handelsschriftsteller bekannt wurde.

## Leben und Werk
Benecke war der Sohn eines Wachstuchfabrikanten. Er absolvierte zunächst eine Lehre bei einem Leinwandhändler in Lüneburg und befasste sich nebenher mit Sprach- und  Mathematikstudien. Nach Abschluss der Ausbildung wurde er als Geschäftsreisender tätig. 1798 heiratete er Dorothea Paxmann, die eine entfernte Verwandte von ihm war. Sie übersiedelten nach Hamburg, wo er eine Stellung annahm und absolvierte eine Ausbildung für junge Kaufleute. Er betätigte er sich im Bereich der Versicherung und Verpfändung oder Beleihung von Schiffen und gründete eine Lebensversicherungssoizietät als Aktiengesellschaft. Als seine Ehefrau nach der Geburt des jüngsten Kindes 1809 starb, gab er seine Kinder in Pflege, da er ganz auf die Erstellung seines Versicherungsbuches konzentrieren wollte. Wie sein Bruder Friedrich Benecke gehörte er zur Bürgerwehr in Hamburg. Nachdem der Bruder verhaftet worden war, floh er mit seinem ältesten Sohn nach der Besetzung Hamburgs durch die französischen Truppen nach England. Hier gründete 1814 in Deptford eine chemische Fabrik zur Herstellung von Grünspan, die er gemeinsam mit seinem Bruder leitete. Am 1. Januar 1828 wurde die Partnerschaft zwischen den Brüdern Benecke aufgelöst und die Fabrik an seinen Sohn Friedrich Wilhelm Benecke übereignet. Benecke kehrte am 1. Juni 1828 mit seiner Ehefrau nach Deutschland zurück, da er das englische Klima nicht vertrug und gesundheitlich angeschlagen war. Er machte eine Kur in Wiesbaden und zog anschließend nach Heidelberg, um sie theologischen und philosophischen Studien zuzuwenden.
Sein bekanntestes Werk war das ursprünglich in englischer Sprache verfasste System des Assekuranz- und Bodmereiwesens, aus den Gesetzen und Gebräuchen Hamburgs und der vorzüglichsten handelnden Nationen Europens, so wie aus der Natur des Gegenstandes entwickelt: Für Versicherer, Kaufleute und Rechtsgelehrte in 5 Bänden, Hamburg 1807 bis 1821. Es als ein klassisches Kompendium und Standardwerk auf diesem Gebiet. Das Werk wurde seit 1852 in zwei Bänden von Vincent Nolte unter dem Titel Wilhelm Benecke’s System des See-Assekuranz- und Bodmerei-Wesens herausgegeben. Diese Ausgabe wurde ins Deutsche, Französische, Niederländische, Dänische und Italienische übersetzt, es erschienen zahlreiche Auflagen.

## Publikationen (Auswahl)

Traité des principes d’indemnités 1825

- A Treatise on the Principles of Indemnity in Marine Insurance, Bottomry and Respondentia… Baldwin, Cradock and Joy, London 1824 (englisch, archive.org).
- Der jetzige Zustand der hamburgischen Versorgungs-Tontine und die echten Grundsätze einer künftigen Verwaltung derselben. J. P. Erie, Hamburg 1832.
- Der Brief Pauli an die Römer. C. F. Winter, Heidelberg 1831 (archive.org).
  - An exposition of St. Paul’s Epistle to the Romans. London 1854.
- Victor Benecke (Hrsg.): Grundzüge der Wahrheit. Nicolai’sche Buchhandlung, Berlin 1838 (posthum, books.google.de).

## Familie
Benecke war seit 1798 mit Dorothea (geborene Paxmann, gestorben 1809) verheiratet. Das Paar hatte mehrere Kinder:
- Friedrich Wilhelm Benecke (1802–1865) ⚭ Henriette (geborene Souchay, 1807–1893)
  - Helene „Ellen“ Benecke (1828–1890) ⚭ Frederik „Fritz“ Weber
  - Juliet Emily Benecke (1829–1880) ⚭ Emil Beckh
  - Carl Victor Benecke (1831–1908) ⚭ Marie Helene Pauline (geborene Mendelssohn Bartholdy, 1839–1897), einer Tochter von Felix Mendelssohn Bartholdy
  - Otto August Benecke (1837–1922)
  - Johann Eduard Wilhelm Benecke (1833/34–1850)
  - Elise Cornelia Benecke (1835–1922)
  - Henrietta Mathilda Benecke (1841–1914)
- Mathilde Benecke (1803–1881) ⚭ Carl Koopmann (1797–1894)
- Adolph Benecke (1805–1806)
- Victor Benecke (1809–1853) ⚭ Emmeline (geborene Schunck, 1813–1877)
  - Ernst Wilhelm Benecke (1838–1917) ⚭ Emilie (geborene Fallenstein, 1846–1922)

Nach dem Tod seiner ersten Frau heiratete er 1814 Sophie Ernestine Louise (geborene Falcke, 1782–1876), die eine Tochter Ernst Friedrich Hektor Falckes, des Geheimen Justizrats und Bürgermeisters von Hannover war.
Familie seines Bruders des Chemikers Friedrich Benecke (1774–1841) und dessen zweiter Frau Wilhelmine (geborene Funck, 1789–1873):
- Ernest Benecke (ca. 1817–1894)
- Alfred Gerald Benecke (1818–1900) ⚭ Adelheid (geborene Souchay, 1831–1908)
- John Herman Benecke (1819–1880) ⚭ Kätchen (geborene Eichhoff, 1826–1869)